# Удар молнии (фильм, 2012)
«Удар молнии» (англ. Struck by Lightning) — трагикомедия режиссёра Брайана Данелли с Крисом Колфером в главной роли, который также выступает в качестве сценариста и продюсера картины. Съёмки фильма проходили летом 2011 года, с 12 июля по 4 августа, в промежутке между окончанием концертного тура Glee Live! In Concert! и началом съёмок третьего сезона телесериала «Хор», где задействован Колфер. 17 февраля 2012 года вышел трейлер фильма. Премьера состоялась 21 апреля 2012 года на кинофестивале Трайбека.

## Сюжет
События описываются как воспоминания школьника Карсона Филлипса (Крис Колфер), который погибает от удара молнии в самом начале фильма. Редактор школьной газеты, которую никто не читает, объект насмешек всех учеников, саркастичный и чересчур умный для своих лет Филлипс старается сделать всё возможное, чтобы сбежать из ненавистного родного городка и поступить в престижный университет. Ради достижения своих целей он готов пойти даже на шантаж. Сюжет рассказывает о его мечтах, стремлениях, непоколебимой вере в себя, надежде на лучшее завтра, за которыми Карсон потерял своё настоящее.

## В ролях
| Актёр             | Роль                |
| ----------------- | ------------------- |
| Крис Колфер       | Карсон Филлипс      |
| Кристина Хендрикс | Эйприл              |
| Эшли Рикардс      | Викки Джордан       |
| Сара Хайленд      | Клэр Мэтьюс         |
| Элисон Дженни     | Шэрил Филлипс       |
| Дермот Малруни    | Нил Филлипс         |
| Элли Грант        | Реми Бейкер         |
| Робби Амелл       | Джастин Уолкер      |
| Мэтт Прокоп       | Дуэйн Майклс        |
| Полли Берген      | бабушка             |
| Адам Колкин       | юный Карсон Филлипс |
| Анджела Кинси     | консультант         |
| Картер Дженкинс   | Николас Форбс       |
| Ребел Уилсон      | Малери              |
| Грэм Роджерс      | Скотт Томас         |
| Роберто Агире     | Эмилио              |
| Чарли Финн        | тренер Колин Уолкер |
| Брэд Хенке        | директор школы      |
| Лоурен Лопес      |                     |

## Восприятие
Фильм получил смешанные оценки критиков.
На сайте Metacritic картина набрала 41 балл из 100, на основе 12 обзоров.
На сайте Rotten Tomatoes фильм имеет рейтинг 30%, на основании 33 рецензий критиков, со средней оценкой 4,9 из 10.
Самой распространенной жалобой рецензентов был тот факт, что персонаж Колфера казался слишком высокомерным и циничным, и ему не удавалось быть симпатичным. 
Но многие критики высоко оценили дебют Колфера в качестве сценариста.